# Juan Francisco Masdeu
Juan Francisco Masdeu (ur. 4 października 1744 w Palermo, zm. 11 kwietnia 1817 w Walencji) – hiszpański historyk i krytyk.

## Życiorys
Wstąpiwszy 19 grudnia 1759 do zakonu jezuitów, zyskał po niedługim czasie rozgłos swą rozległą wiedzą, wytrwałą pracą i zamiłowaniem starożytności ojczystych. Po kasacie zakonu przeniósł się do Włoch i osiadł w Bolonii, gdzie został członkiem akademii i opracowywał nagromadzone materiały dotyczące archeologii i historii. Wydał jedno tylko, ale bardzo obszerne (i niedokończone) dzieło: Historia critica de Espana y de la cultura espanola (20 t., 1783–1800). Dwa pierwsze tomy napisane w języku włoskim Storia critica di Spagne e della cultura spagnuola in ogni genere (Foligno, 1782 i 1787), pozostałe zaś w języku hiszpańskim), ale przez nie samo zasłużył sobie na nieśmiertelne imię w Hiszpanii. W tym niezmiernie ważnym dziele traktuje ze stanowiska głębokiej i bezwzględnej krytyki wszystkie rzeczy, dotyczące Hiszpanii. Przede wszystkim odznaczają się działy starożytności, historii, literatury i kultury hiszpańskiej pod Rzymianami, Gotami i Arabami. Juan Masdeu należy do liczby największych erudytów, jakich wydała Hiszpania.